# Бочаниця
Бочани́ця — село в Україні, у Гощанській селищній громаді Рівненського району Рівненської області. Населення — 1 133 особи. Колишній (до 2020 р.) центр Бочаницької сільради. 

## Географія
Селом протікає річка Безіменна, права притока Горині. Розташування: за 8 км від колишнього районного центру Гоща і за 46 км від обласного центру Рівне.

## Історія
Вперше Бочаниця згадується в писемних джерелах в 1478 році.
Бочаниця згадується 25 травня 1569 року в універсалі короля польського Сигізмунда Августа про приєднання земель Волинських до корони Речі Посполитої. Йому на вірність присягав місцевий поміщик А. Добринський.
У другій половині XVI сторіччя Бочаниця належала Богушу князю Корецькому. Біля 1840 Граціан Ленкевич вибудував в Бочаниці палац. Палац згорів за кілька років перед першою світовою війною, всі цінності з палацу були вивезені до Львова. 
За Російської імперії Бочаниця належала до Сіянецької волості Острозького повіту.
Станом на 1885 рік у селі мешкало 1038 осіб. У ньому було 83 двори, православна церква, школа, постоялий будинок, 2 водяних млина та пивоварний завод.
У 1906 році село Сіянецької волості Острозького повіту Волинської губернії. Відстань від повітового міста 28 верст, від волості 2. Дворів 210, мешканців 1330.
12 червня 2020 року, відповідно до розпорядження Кабінету Міністрів України № 722-р від «Про визначення адміністративних центрів та затвердження територій територіальних громад Рівненської області», увійшло до складу Гощанської селищної громади.
19 липня 2020 року, в результаті адміністративно-територіальної реформи та ліквідації Гощанського району, село увійшло до складу новоутвореного Рівненського району.

## Населення

### Мова
Розподіл населення за рідною мовою за даними перепису 2001 року:

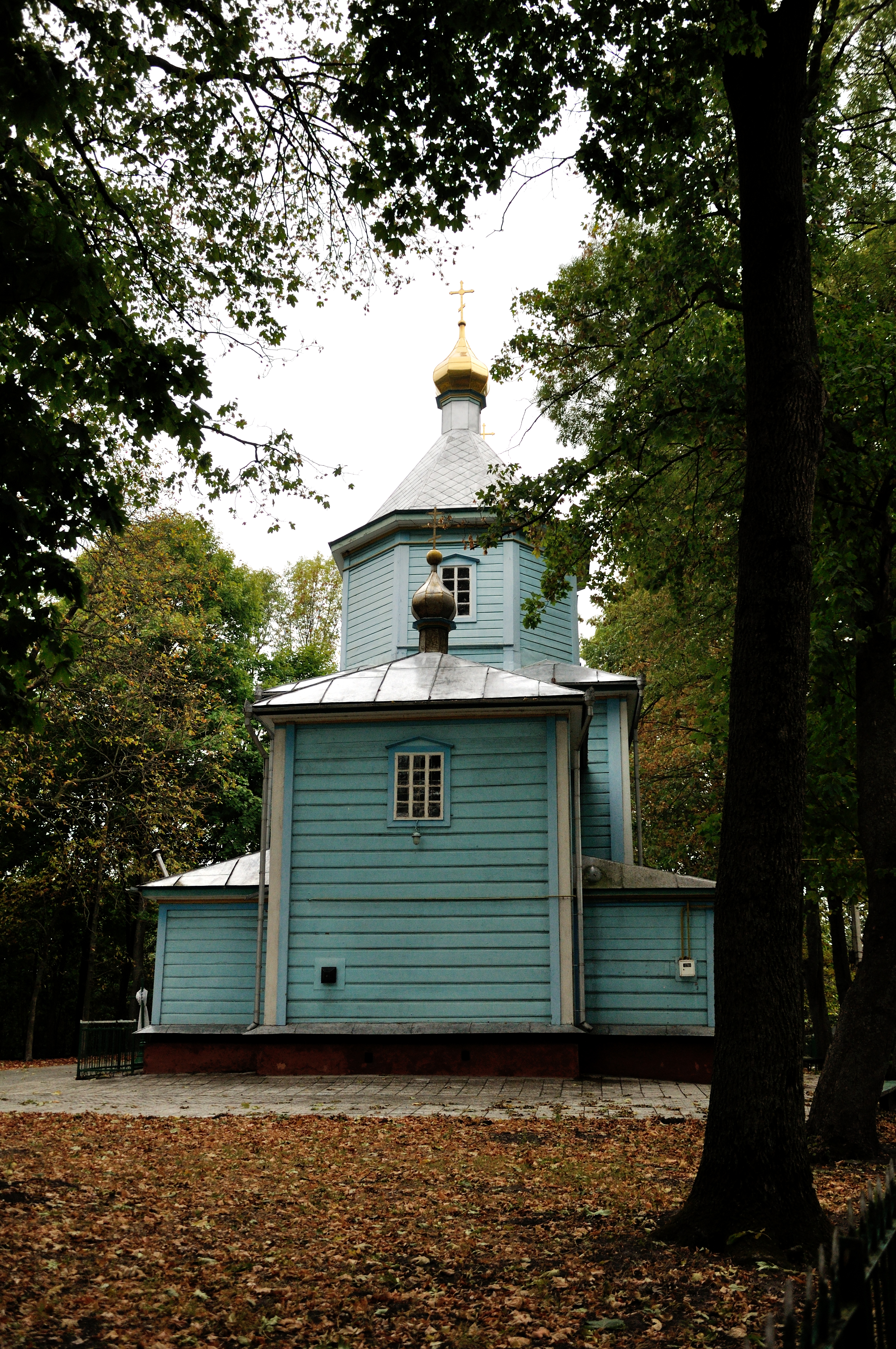
Іллінська церква (зміш.), с. Бочаниця,.jpg

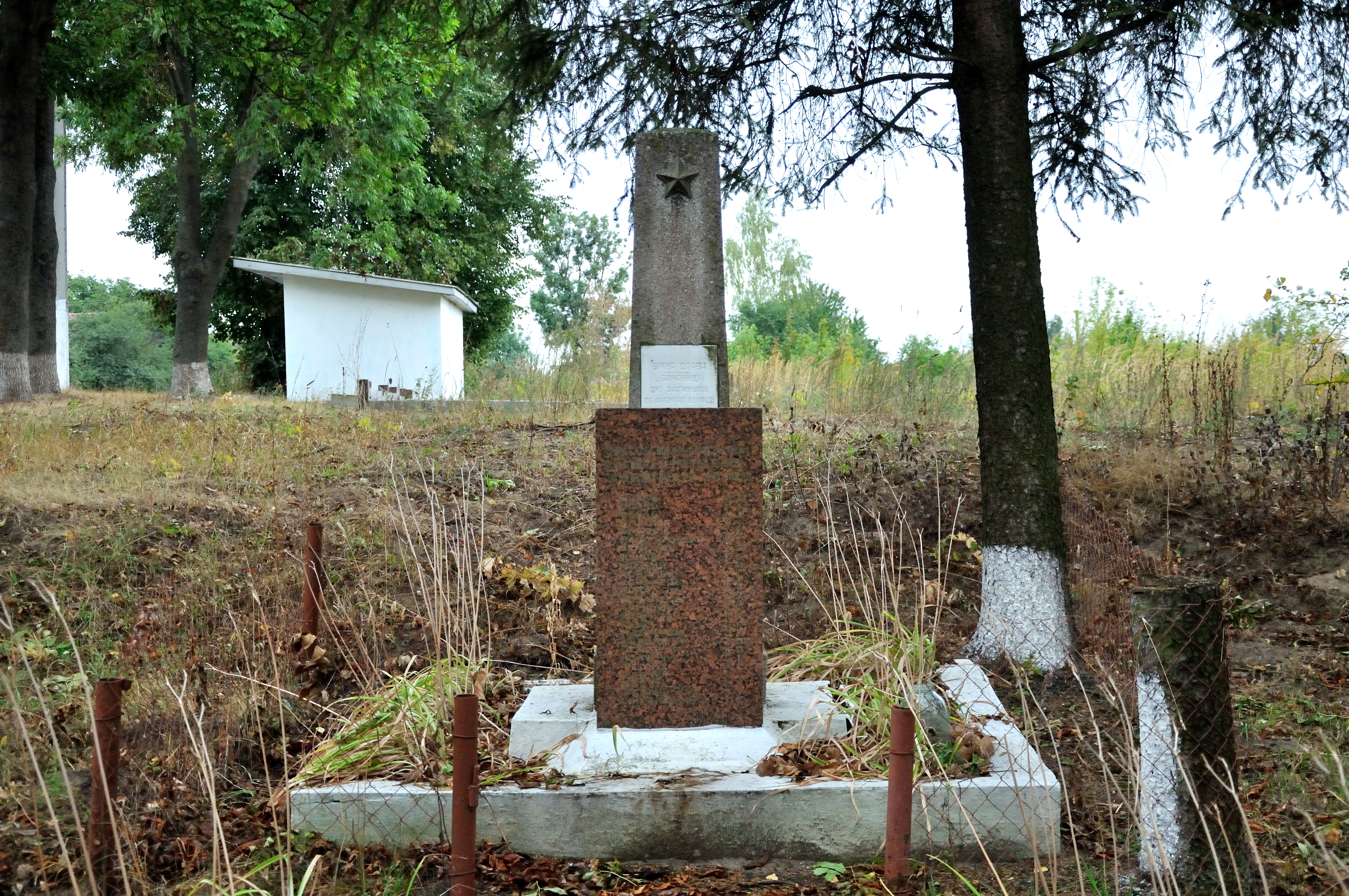
Пам'ятник воїнам-односельчанам, с. Бочаниця,.jpg

| Мова       | Кількість | Відсоток |
| ---------- | --------- | -------- |
| українська | 1130      | 99.74%   |
| румунська  | 2         | 0.18%    |
| російська  | 1         | 0.08%    |
| Усього     | 1133      | 100%     |

## Відомі уродженці
- Климчук Віталій Васильович (1968—1988) — радянський військовик, кавалер ордена Червоної Зірки.